# Mistrovství České republiky v soutěžním lezení 2015
Mistrovství ČR v soutěžním lezení 2015 se uskutečnilo ve třech termínech, městech a disciplínách. MČR v lezení na obtížnost 3.—4. října v Písku, MČR v boulderingu 10. října v Ostravě a MČR v lezení na rychlost 7. listopadu v Kladně. Závody byly součástí Českého poháru v soutěžním lezení 2015.

## Průběh závodů
Rychlost : závody proběhly v nominačním formátu na jedné standardní 15m cestě, závodníci měli šest pokusů, hodnotil se nejlepší čas.

## Výsledky finále MČR
| obtížnost         | obtížnost              | rychlost        | rychlost             | bouldering         | bouldering           |
| ----------------- | ---------------------- | --------------- | -------------------- | ------------------ | -------------------- |
| muži              | ženy                   | muži            | ženy                 | muži               | ženy                 |
| 1. Vojtěch Trojan | 1. Iva Vejmolová       | 1. Jan Kříž     | 1. Andrea Pokorná    | 1. Jan Chvála      | 1. Petra Růžičková   |
| 2. Tomáš Binter   | 2. Gabriela Vrablíková | 2. Petr Burian  | 2. Kateřina Bělková  | 2. Martin Stráník  | 2. Nelly Kudrová     |
| 3. Martin Jech    | 3. Andrea Pokorná      | 3. Pavel Krůtil | 3. Sára Urbanová     | 3. Štěpán Stráník  | 3. Eliška Vlčková    |
|                   |                        |                 |                      |                    |                      |
| 4. Jan Zíma       | 4. Edita Vopatová      | 4. Jan Doseděl  | 4. Michaela Matúšová | 4. Vojtěch Trojan  | 4. Veronika Šimková  |
| 5. Dalibor Muráň  | 5. Veronika Scheuerová | —               | —                    | 5. Stefan Bednár   | 5. Klára Halmo       |
| 6. Martin Klemsa  | 6. Eliška Vlčková      | —               | —                    | 6. Vilém Chejn     | 6. Karina Bílková    |
| 7. Bedřich Pišl   | 7. Barbora Petrlíková  | —               | —                    | 7. Roman Kučera    | 7. Dominika Dupalová |
| 8. Jakub Dvořák   | —                      | —               | —                    | 8. Jan Jeliga      | 8. Iva Vejmolová     |
| —                 | —                      | —               | —                    | 9. Adam Fiala      | —                    |
| —                 | —                      | —               | —                    | 10. Michal Uhříček | —                    |
| —                 | —                      | —               | —                    | 11. Martin Šifra   | —                    |
| —                 | —                      | —               | —                    | 12. Jakub Jedlička | —                    |
| —                 | —                      | —               | —                    | 13. Marin Žák      | —                    |
| —                 | —                      | —               | —                    | 14. Martin Dvorský | —                    |
| —                 | —                      | —               | —                    | 15. Tomáš Plevko   | —                    |
| 8 finalistů       | 7 finalistek           | bez finále      | bez finále           | 15 finalistů       | 8 finalistek         |
| 14 semifinalistů  | bez semifinále         | bez semifinále  | bez semifinále       | bez semifinále     | bez semifinále       |
| 14 mužů           | 7 žen                  | 6 mužů          | 4 ženy               | 37 mužů            | 13 žen !             |